# Manuscrit Voynich

Fragment del manuscrit de Voynich

El manuscrit Voynich és un misteriós llibre anònim i il·lustrat, de contingut inèdit i escrit en el segle xv. El seu alfabet és plenament desconegut i la seva llengua, el voynichès, encara indesxifrable.
Al llarg de la seva existència constatada, el manuscrit ha estat objecte d'intensos estudis per nombrosos criptògrafs professionals i aficionats, incloent-hi destacats especialistes en desxiframent de la Segona Guerra Mundial, tant dels Estats Units com del Regne Unit. Ningú no ha aconseguit desxifrar-ne ni una sola paraula. Aquesta successió de fracassos ha convertit el manuscrit en el sant Greal de la criptografia històrica, però alhora ha alimentat la teoria que el llibre no és més que un engany elaborat, una seqüència de símbols a l'atzar sense cap mena de sentit.
El nom del manuscrit és degut a l'especialista en llibres antics Wilfrid M. Voynich, que el va adquirir el 1912. Actualment està catalogat com l'ítem MS 408 en la Biblioteca Beinecke de llibres rars i manuscrits de la Universitat Yale. Se'n va fer una edició facsímil el 2005.
Mario Pérez-Ruiz atribueix l'autoria a Ramon Llull. Considera que tenen la mateixa grafologia i un estil de dibuix molt pròxim. Pérez-Ruiz també ha trobat paraules en català al manuscrit.

## Descripció
S'estima que el llibre original devia tenir 272 pàgines en 17 quaderns de 16 pàgines cadascun. Actualment queden 240 pàgines de pergamí, i el salts en la numeració de les pàgines (que sembla un afegit posterior) indiquen que algunes pàgines ja faltaven quan Voynich va adquirir el llibre.
Per tal d'evitar pèrdues posteriors, el pare Petersen el va fotocopiar el 1931, tot repartint aquestes còpies entre diversos investigadors interessats en el seu estudi i intent de traducció.
El text i el contorn de les figures es van fer amb una ploma d'ocell (possiblement d'oca), i posteriorment es va aplicar pintures de colors a les figures.
La tipografia emprada és cursiva humanística en caràcters llatins, utilitzada a Europa els segles XV i XVI.￼

### Il·lustracions
Les il·lustracions del manuscrit no aclareixen els continguts dels textos, però denoten que el llibre consta de sis "seccions", cadascuna de matèria i estil diferents. Exceptuant l'última secció, que conté únicament text, quasi la totalitat de les pàgines conté com a mínim una il·lustració. Les seccions i els seus noms convencionals són:
- Herbari: cada pàgina mostra una planta (a vegades dues) i alguns paràgrafs de text, un format típic d'herbaris europeus de l'època. Algunes parts d'aquestes il·lustracions són còpies en escala major i detall d'esboços vists a la secció farmacèutica (a sota).
- Astronòmica: conté diagrames circulars, alguns amb sols, llunes i estrelles, fet que suggereix que tracta d'astronomia o astrologia. Una sèrie de 12 diagrames mostra símbols convencionals per a constel·lacions zodiacals (dos peixos per a Piscis, un brau per a Taure, un soldat amb un arc per a Sagitari, etc.). Cada símbol està rodejat per exactament 30 figures de dones en miniatura, la majoria nues, cadascuna sostenint una estrella. Les dues últimes pàgines d'aquesta secció (Aquari i Capricorn) es van extraviar, mentre que Àries i Taure estan separades en quatre diagrames amb 15 estrelles cadascú. Alguns d'aquests diagrames es troben en pàgines desplegables.
- Biològica: un text dens i continu amb figures de petites dones nues prenent banys en balnearis públics o tines interconnectades per una elaborada xarxa de canonades, algunes clarament amb forma d'òrgans del cos. Algunes de les dones porten corones.
- Cosmològica: més diagrames circulars, però de naturalesa desconeguda. Aquesta secció també té pàgines desplegables, una de sis pàgines de llargada, que conté una espècie de mapa o diagrama amb sis "illes" connectades per calçades, castells i possiblement un volcà.
- Farmacèutica: diversos dibuixos amb llegendes de parts de plantes aïllades (arrels, fulles, etc.); objectes similars a gerres farmacèutiques al llarg dels marges i alguns paràgrafs de text.
- Receptes: molts paràgrafs curts, cadascun d'aquests marcat amb una "vinyeta" amb forma de flor (o estrella) que fa pensar en una sèrie d'ordres, passos o instruccions per a elaborar quelcom (possiblement un producte químic o alquímic).

### El text

La secció "biològica" del text conté text premut i il·lustracions de dones banyant-se nues

El text (anomenat voynichès) va ser clarament escrit d'esquerra a dreta, amb un marge dret desigual. Les seccions més extenses es troben partides en paràgrafs, normalment amb "vinyetes" en el marge esquerre. No hi ha evidència de signes de puntuació. El text és fluid, com si el que escrigués entengués el que estava escrivint mentre ho feia; el manuscrit no fa la impressió que cada caràcter hagi hagut de ser calculat abans de ser escrit a la pàgina.
El text consta de més de 170.000 glifs (caràcters gràfics), normalment separats uns dels altres per petits espais. La majoria dels caràcters estan escrits amb un o dos traços senzills. Considerant que existeixen disputes sobre si certs caràcters són diferents o no, es calcula que l'alfabet sencer consta d'entre 20 i 30 caràcters totals per a quasi tot el text, amb les excepcions rares d'algunes dotzenes de caràcters "estranys", trobats una o dues vegades en tot el text.
Els espais més amplis divideixen el text en unes 35.000 "paraules" de longitud variada. Sembla que segueixen una certa fonètica o regles ortogràfiques d'un cert tipus; per exemple, alguns caràcters han d'aparèixer a cada paraula (com les vocals en català), alguns caràcters mai segueixen d'altres, alguns poden ser dobles però d'altres no.
L'anàlisi estadística del text va revelar patrons similars als dels llenguatges naturals. Per exemple, la freqüència de paraules segueix la llei de Zipf i l'entropia (al voltant de 10 bits per paraula) és similar a la de textos en llatí. Algunes paraules apareixen exclusivament en determinades seccions, o només en algunes pàgines; d'altres són freqüents en tot el manuscrit. Existeixen molt poques repeticions entre els milers de "llegendes" adjuntes a les il·lustracions. En la secció herbari, la primera paraula de cada pàgina apareix només en aquella pàgina, per la qual cosa podria representar el nom de la planta.
D'altra banda, l'"idioma" del manuscrit Voynich, el voynichès, és diferent dels idiomes europeus en diversos aspectes. En particular, no existeixen paraules de més de 10 "lletres". A més, la distribució de les lletres en una paraula és peculiar: alguns caràcters apareixen només al principi d'una paraula, d'altres només al final, i d'altres sempre al mig.
El text sembla més repetitiu que els típics idiomes europeus; existeixen seqüències en les quals la mateixa paraula comuna apareix fins a tres vegades consecutives.
Sembla, a més, que les "paraules" del text podrien ser alfagrames (anagrames disposats de tal manera que les lletres que contenen es trobin en ordre alfabètic, cosa que era comuna en alguns textos antics com els jeroglífics egipcis.

## Llengua
El  Voynichés és la "llengua" en què està escrit el manuscrit Voynich, amb un estil d'escriptura clarament llegible que pot ser anomenat "itàlic", en contraposició a l'escriptura "medieval": molesta, pesada, angulosa, lenta d'escriure i de difícil lectura; aquesta escriptura itàlica va aparèixer a Florència (Itàlia), després de 1400 (el Quattrocento ).
Atès que es desconeix la clau en què ha estat xifrat, no se sap quins valors fonològics (sons) s'ha de donar a cada signe, de manera que és impossible "llegir" o "pronunciar" les paraules escrites (suposant que l'autor no hagi escrit paraules impronunciables, inventades de principi a fi, com ara  mrrrfrr ghlxx txtdff ghggdds shll  ...), encara que sí que se sap que ha estat escrit d'esquerra a dreta per la qual cosa, segurament, ha de llegir-se igual.
Gràcies al conveni "European Voynich Alphabet" EVA (Alfabet Voynich Europeu) ja és factible fer precisament això, llegir: el resultat no s'assembla a cap idioma, actual o extint, sent únic i amb característiques pròpies (possible, dividir les paraules en tres partícules, repetitivitat de paraules, aparició de paraules gairebé idèntiques però amb una lletra canviada, etc.), un exemple de text transliterat amb EVA és el paràgraf que encapçala el foli 67 recte 1 (a la imatge) de contingut astronòmic o astrològic:
 teeodaiin Shey epairody osaiin yteeoey Shey epaiin oaiin 
 daiir okeody qoekshg sar oeteody oteey keey keo keeodal 
 ycheo SOG cheos aiin okesoe aram shees dalaiin dam 
 cheodaiin chekeey sar air soar cheey daira cthey 
Es pot dir que en aquest curt paràgraf de text hi ha un alfabet limitat a 19 lletres diferents (sh, ch i CTH representen una única lletra, no dos o tres), es repeteixen certes terminacions (aiin o ey), la longitud de les paraules oscil·la entre 1 i 9 caràcters, algunes paraules es repeteixen en la mateixa frase (Shey), les paraules semblen estar formades sempre per la construcció  arrel+terminació  (us+aiin, ep+aiin, o+aiin, res+aiin o dal+aiin) o  arrel+centre+terminació  (tee+od+aiin, che+od+aiin), a més d'altres complexitats estadístiques que amb tan poc text no es posen de manifest.
Encara que no està molt clar com ha estat xifrat (es parla de diferents mètodes, notoris per les seves diferents "modes" estadístics), és possible que estiguem davant d'una llengua sintètica apriorística o primitiva, a l'estil  lul·lià , capaç d'expressar idees per mitjà de la codificació amb símbols: aquesta hipòtesi la van sostenir William F. Friedman i Tiltman, i sembla possible poder demostrar-ho per alguns mètodes científics (especialment la hipòtesi dels  graus de llibertat  en la utilització de símbols a l'hora de formar les "paraules").
Un equip de la Universitat d'Alberta va postular a principis de 2018 que es tractava d'hebreu però codificat amb anagrames, una hipòtesi que no va convèncer tota la comunitat científica.